# A Division 1981-1982 (Irlanda)
La stagione 1981-1982 è stata la sessantunesima edizione della League of Ireland, massimo livello del calcio irlandese.

## Squadre partecipanti
| Club partecipanti | Club partecipanti | Città      | Stadio            | Stagione precedente      |
| ----------------- | ----------------- | ---------- | ----------------- | ------------------------ |
| Athlone Town      | dettagli          | Athlone    | St. Mel's Park    | Campione d'Irlanda       |
| Bohemians         | dettagli          | Dublino    | Dalymount Park    | 4° in League of Ireland  |
| Cork United       | dettagli          | Cork       | Turners Cross     | 9° in League of Ireland  |
| Drogheda Utd      | dettagli          | Drogheda   | United Park       | 10° in League of Ireland |
| Dundalk           | dettagli          | Dundalk    | Oriel Park        | 2° in League of Ireland  |
| Finn Harps        | dettagli          | Ballybofey | Finn Park         | 6° in League of Ireland  |
| Galway Rovers     | dettagli          | Galway     | Terryland Park    | 13° in League of Ireland |
| Home Farm         | dettagli          | Dublino    | Whitehall Stadium | 14° in League of Ireland |
| Limerick Utd      | dettagli          | Limerick   | Hogan Park        | 3° in League of Ireland  |
| St Patrick's      | dettagli          | Dublino    | Richmond Park     | 8° in League of Ireland  |
| Shamrock Rovers   | dettagli          | Dublino    | Glenmalure Park   | 5° in League of Ireland  |
| Shelbourne        | dettagli          | Shelbourne | Tolka Park        | 15° in League of Ireland |
| Sligo Rovers      | dettagli          | Sligo      | Showgrounds       | 11° in League of Ireland |
| Thurles Town      | dettagli          | Thurles    | Greyhound Stadium | 16° in League of Ireland |
| UCD               | dettagli          | Dublino    | UCD Bowl          | 12° in League of Ireland |
| Waterford         | dettagli          | Waterford  | Kilcohan Park     | 7° in League of Ireland  |

## Allenatori
| Club          | Allenatore        |
| ------------- | ----------------- |
| Athlone Town  | Turlough O'Connor |
| Bohemians     | Billy Young       |
| Cork United   | Noel O'Mahony     |
| Drogheda Utd  | Ray Treacy        |
| Dundalk       | Jim McLaughlin    |
| Finn Harps    | sconosciuto       |
| Galway Rovers | John Herrick      |
| Home Farm     | Dave Bacuzzi      |

| Club            | Allenatore     |
| --------------- | -------------- |
| Limerick Utd    | Eoin Hand      |
| Shamrock Rovers | Johnny Giles   |
| Shelbourne      | Liam Tuohy     |
| Sligo Rovers    | Patsy McGowan  |
| St Patrick's    | Charlie Walker |
| Thurles Town    | Alfie Hale     |
| UCD             | Tony O'Neill   |
| Waterford       | Tommy Jackson  |

## Classifica finale
|  | Pos. | Squadra         | Pt | G  | V  | N  | P  | GF | GS | DR  |
|  | ---- | --------------- | -- | -- | -- | -- | -- | -- | -- | --- |
|  | 1.   | Dundalk         | 80 | 30 | 20 | 6  | 4  | 61 | 24 | +37 |
|  | 2.   | Shamrock Rovers | 76 | 30 | 21 | 3  | 6  | 50 | 23 | +27 |
|  | 3.   | Bohemians       | 72 | 30 | 17 | 9  | 4  | 50 | 18 | +32 |
|  | 4.   | Athlone Town    | 67 | 30 | 18 | 3  | 9  | 70 | 42 | +28 |
|  | 5.   | Sligo Rovers    | 62 | 30 | 16 | 5  | 9  | 55 | 45 | +10 |
|  | 6.   | Limerick Utd    | 58 | 30 | 13 | 9  | 8  | 56 | 34 | +22 |
|  | 7.   | St Patrick's    | 56 | 30 | 14 | 6  | 10 | 49 | 39 | +10 |
|  | 8.   | Waterford       | 47 | 30 | 12 | 4  | 14 | 39 | 46 | -7  |
|  | 9.   | Shelbourne      | 45 | 30 | 10 | 7  | 13 | 44 | 46 | -2  |
|  | 10.  | Cork United     | 42 | 30 | 10 | 6  | 14 | 41 | 50 | -9  |
|  | 11.  | Drogheda Utd    | 41 | 30 | 8  | 10 | 12 | 45 | 50 | -5  |
|  | 12.  | Home Farm       | 40 | 30 | 8  | 7  | 15 | 34 | 48 | -14 |
|  | 13.  | UCD             | 37 | 30 | 7  | 10 | 13 | 30 | 41 | -11 |
|  | 14.  | Finn Harps      | 31 | 30 | 7  | 4  | 19 | 42 | 61 | -19 |
|  | 15.  | Galway Rovers   | 29 | 30 | 5  | 8  | 17 | 30 | 62 | -32 |
|  | 16.  | Thurles Town    | 18 | 30 | 3  | 5  | 22 | 29 | 96 | -67 |

Legenda:

         Campione d'Irlanda 1981-1982 e qualificata in Coppa dei Campioni 1982-1983
         Vincitrice della FAI Cup e qualificata in Coppa delle Coppe 1982-1983
         Qualificate in Coppa UEFA 1982-1983
         Ritirata
Note:
Tre punti a vittoria, uno a pareggio, zero a sconfitta. In caso di risultato utile conseguito in trasferta, viene aggiunto un punto bonus.

## Statistiche

### Primati stagionali
Squadre
- Maggior numero di vittorie: Shamrock Rovers (21)
- Minor numero di sconfitte: Dundalk e Bohemians (4)
- Miglior attacco: Athlone Town (70)
- Miglior difesa: Bohemians (18)
- Miglior differenza reti: Dundalk (+37)
- Maggior numero di pareggi: Drogheda Utd e UCD (10)
- Minor numero di vittorie: Thurles Town (3)
- Maggior numero di sconfitte: Thurles Town (22)
- Peggiore attacco: Thurles Town (29)
- Peggior difesa: Thurles Town (96)
- Peggior differenza reti: Thurles Town (-67)

### Individuali

#### Classifica marcatori
| Gol |  |  | Giocatore        | Squadra                    |
| --- |  |  | ---------------- | -------------------------- |
| 22  |  |  | Michael O'Connor | Athlone Town               |
| 21  |  |  | Liam Buckley     | Shamrock Rovers            |
| 16  |  |  | Gus Gilligan     | Sligo Rovers               |
| 16  |  |  | Jim Mahon        | St Patrick's               |
| 15  |  |  | Brendan Bradley  | Sligo Rovers               |
| 15  |  |  | Mick Fairclough  | Dundalk                    |
| 15  |  |  | Gary Hulmes      | Limerick Utd               |
| 12  |  |  | Terry Daly       | Shelbourne                 |
| 12  |  |  | Brian Duff       | Dundalk (4) Galway Utd (8) |
| 11  |  |  | Alan Campbell    | Shamrock Rovers            |
| 11  |  |  | Hilary Carlyle   | Dundalk                    |
| 11  |  |  | Denis Clarke     | Athlone Town               |
| 11  |  |  | Jackie Jameson   | Bohemians                  |